# Terremoto de Orán de 1871
El terremoto de Orán de 1871 fue un terremoto o movimiento sísmico que tuvo lugar en la provincia de Salta, Argentina, el 9 de octubre de 1871, a las 02:15 (UTC-3). Registró una magnitud de 6,4 en la escala de Richter. 
Su epicentro estuvo a 23°10′S 64°30′O / -23.167, -64.500, a una profundidad de 30 km.
Este terremoto se sintió con grado VIII en la escala de Mercalli. Su magnitud y duración fueron excepcionalmente destructivos, abatiendo íntegramente a la ciudad de Orán, en el norte de la provincia de Salta, y produjo una veintena de muertos y muchos heridos.